# ビクセス予備校
ビクセス予備校は愛知県名古屋市東区にある大学学部受験のための予備校。日本教育フォーラムが主宰していた。

## 概要
2001年開校。現役医学部医学科生による指導に定評があるとされた。しかし、２０２４年7月11日に閉校の報道がなされた。救済措置として佐鳴予備校が生徒の受け入れを始めている。